# Guillelme Maury
Guillelme Maury, originaire du village de Montaillou, née en 1288 et morte en 1309, est une figure du catharisme.

## Biographie

### Famille
Originaire de Montaillou, Guillelme Maury grandit au sein d'une famille de bergers pyrénéens. Ses parents possèdent plusieurs brebis et semblent vivre de l'économie de la laine. Son père, Raimond Maury (Maurini), est tisserand. Sa mère, née Estève (Stéphani) est originaire de Quérigut. Elle a six frères et une sœur : Raimonde, Guilhem, Raimond, Pèire, Bernat, Jòan et Arnaut. Sa famille est considérée comme étant accueillante aux hérétiques.

### Parcours d'hérétique
« Mal-mariée » à Bertran Piquier (tonnelier ou charpentier) de Laroque d'Olmes, et régulièrement battue, Guillelme fugue à deux reprises, à Montaillou puis à Rabastens. C'est aidée de son frère Pèire qu'elle quitte son mari en 1305 et part s'installer à Rabastens où elle rejoint une communauté de bons chrétiens[pas clair]. Guillelme devient une proche de Bernat et Guilhem Bélibaste. Désormais installée au cœur d'une maison communautaire cathare, Guillelme assure le bon accueil de religieux clandestins, faisant leur cuisine, préparant leur lit, lavant leur linge et recueillant les dons des croyants. Guillelme semble avoir été particulièrement active au sein d'un des derniers réseaux clandestins du catharisme, entre Sabarthès et pays toulousain. En 1309, elle est arrêtée pour hérétisme chez Bona Doumenc à Saint-Jean-Lherm, sur mandat de l'inquisiteur Bernard Gui. Capturée, elle est emmenée devant l'Inquisition de Toulouse avant d'être transférée à Carcassonne. C'est là qu'elle meurt en captivité, d'épuisement et de privation,,.